# Echeandia parvicapsulata
Echeandia parvicapsulata är en sparrisväxtart som beskrevs av Robert William Cruden. Echeandia parvicapsulata ingår i släktet Echeandia och familjen sparrisväxter. Inga underarter finns listade i Catalogue of Life.